# Save Me (píseň, Queen)
Save Me je singl britské rockové skupiny Queen z alba The Game z roku 1980. Napsal ji kytarista Brian May. Píseň byla nahrána byl v roce 1979 a ve Velké Británii vydána dne 25. ledna 1980, přibližně šest měsíců před vydáním alba. Singl se v žebříčku UK Singles Chart udržel po dobu 6 týdnů, přičemž nejvýše se umístil na 11. místě.
Jedná se o pompézní rockovou baladu – typ písně, kterých kapela nahrála více. Píseň byla hrána živě mezi lety 1979–1982 a je zaznamenána na koncertních albech Queen Rock Montreal (1981) a Queen on Fire – Live at the Bowl (1982). Píseň je také zahrnuta v kompilacích Greatest Hits a Queen Forever.

## Videoklip
Videoklip k písni byl natočen v londýnském Alexandra Palace dne 22. prosince 1979 a režíroval ho Keith MacMillan. Kromě záběrů na členy skupiny obsahuje také animace ženy, mostu a holubice. Místo natáčení videoklipu bylo zároveň součástí turné skupiny zvaného Crazy Tour.

## Obsazení nástrojů
- Freddie Mercury – hlavní zpěv a doprovodné vokály
- Brian May – elektrická kytara, akustická kytara, doprovodné vokály, klavír
- Roger Taylor – bicí, doprovodné vokály
- John Deacon – basová kytara

## Umístění v žebříčcích
| Stát               | Nejvyšší umístěnní |
| ------------------ | ------------------ |
| Německo            | 42                 |
| Irsko              | 8                  |
| Itálie             | 10                 |
| Japonsko           | 96                 |
| Nizozemsko         | 5                  |
| Norsko             | 7                  |
| Spojené království | 11                 |